# Skjaller
Skjaller (Rhinanthus) er en slægt med henved 30 arter, der er udbredt i Holarktis, altså Asien, Nordamerika og Europa. Det er halvsnyltere, som har en opstigende til opret vækst. Stænglerne er firkantede og hårløse, og bladene sidder modsat. De er ustilkede, hele og lancetformede med savtakket rand. Blomsterne sidder i en endestillet klase, og de er 4-tallige og uregelmæssige. Frugterne er kapsler.
Her beskrives kun de to arter, der er vildtvoksende i Danmark.
| Beskrevne arter |

- Stor Skjaller (Rhinanthus angustifolius)
- Liden Skjaller (Rhinanthus minor)

| Andre arter |

- Rhinanthus borbasii
- Rhinanthus crista-galli
- Rhinanthus groenlandicus
- Rhinanthus major
- Rhinanthus virginicus[1]